# Jukwerderweg
De Jukwerderweg is een voormalig wegwaterschap in de provincie Groningen.
Het schap werd opgericht om een verharde weg (de huidige Kloosterweg en Jukwerderweg) vanaf de Krewerderweg via Jukwerd naar de rijksweg bij Appingedam (de huidige Westersingel) aan te leggen.
De weg is tegenwoordig in onderhoud bij de gemeentes Appingedam en Delfzijl.